# Jorge Cuapio Bautista
Jorge Cuapio Bautista (Santa Ana Chiautempan, Tlaxcala, 6 de abril de 1967) es un obispo católico mexicano que fue nombrado por el papa Francisco el 14 de agosto de 2021 como segundo obispo de la Diócesis de Iztapalapa; anteriormente sirvió como obispo auxiliar en la Arquidiócesis de Tlalnepantla. Como sacerdote sirvió en la Diócesis de Texcoco en donde fue ordenado sacerdote el 15 de agosto de 1992 en donde sirvió hasta su nombramiento como obispo auxiliar en el año 2015 siendo consagrado por el entonces arzobispo de Tlalnepantla Carlos Aguiar Retes.